# Găujani (gmina)
Găujani – gmina w Rumunii, w okręgu Giurgiu. Obejmuje miejscowości Cetățuia, Găujani  i Pietrișu. W 2011 roku liczyła 2513 mieszkańców. 